# Pay tv Italian Network
Pay tv Italian Network è stato un circuito televisivo italiano nazionale nonché una delle prime pay tv italiane. La sua programmazione era costituita da film pornografici e programmi erotici. Trasmetteva sulle frequenze di circa venti emittenti locali sparse per tutta Italia.

## Storia
Pay TV Italian Network nacque il 28 febbraio 1990 in via Pacini, 94, a Bientina, in provincia di Pisa per un'iniziativa di Alfonso Cassin, Paolo Tambini e Roberto Artigiani. Alfonso Cassin era già proprietario di Piemonte Elettronica, azienda che si occupava della codifica delle trasmissioni di questa pay tv (all'inizio si chiamava solo "Pay tv", poi al nome fu aggiunta anche la seconda parte, "Italian Network").
Si trattava di uno dei primi tentativi di realizzare una pay tv in Italia, in particolar modo una tv a luci rosse.
I programmi venivano diffusi tramite un circuito di una ventina di emittenti locali affiliate su tutto il territorio nazionale.
Il segnale veniva trasmesso in maniera codificata. I telespettatori, obbligatoriamente maggiorenni, necessitavano di un decoder, del quale venivano provvisti in seguito alla sottoscrizione di un abbonamento annuale di 250.000 lire.
La programmazione quotidiana consisteva in circa 2 ore, dalle 01,00 alle 03,00.
Si trattava di trasmissioni che andavano dall'erotico al pornografico. 
Dopo solo pochi mesi dall'apertura il canale cessò la propria attività, probabilmente perché, come alcuni degli stessi fondatori dichiararono, il sistema di codifica non era sufficientemente efficace, cosicché i programmi potevano essere intravisti anche dai minorenni.

## Programmi
- Sessuologia ricerca e indagine, della dottoressa Patrizia Raminghi
- Interviste del cavolo, del cabarettista Gianni Giannini
- Donne e Motori
- Fotografando, spogliarello
- Profumo d'amore, lettere con Anna Faruky
- Sette programmi per sette seghe, con Gianni Giannini
- Playing: maliziosamente in gioco, gioco per coppie

## Emittenti affiliate
- Telemondo
- Rete 7
- Tele Radio Monte Kronio
- Telerent
- Antenna 10